# Moviment anticorrupció de l'Índia del 2011
Moviment anticorrupció de l'Índia del 2011 és un moviment que a través de manifestacions i protestes, que tenen lloc a l'Índia, persegueix d'establir una legislació forta i independent en contra de la corrupció endèmica. El moviment ha cobrat impuls, en particular, des del 5 d'abril de 2011, quan Anna Hazare, un destacat activista, inicia una vaga de fam que ell va anomenar "dejuni fins a la mort". L'objectiu principal és netejar de corrupció molts departaments del govern de l'Índia a través del Projecte de Llei Jan Lokpal.